# Surdegshotellet
Surdegshotellet är ett svenskt satiriskt radioprogram som sänds i Godmorgon, världen! i Sveriges Radio P1. Programmet startade 2012 som "vikarie" för radioinslaget Public Service och produceras av Radioteatern. Medverkar gör Shima Niavarani, Alexander Salzberger, David Rangborg, Robert Fux, Emelie Rosenqvist och Magnus Lindman.
Namnen refererar till världens första hotell för surdegar som sedan 2011 finns på Södermalm i Stockholm.